# Hemirrhagus
Genre
Synonymes
- Spelopelma Gertsch, 1982

Hemirrhagus est un genre d'araignées mygalomorphes de la famille des Theraphosidae.

## Distribution
Les espèces de ce genre sont endémiques du Mexique.

## Liste des espèces
Selon World Spider Catalog (version 19.0, 13/04/2018) :
- Hemirrhagus akheronteus Mendoza & Francke, 2018
- Hemirrhagus benzaa Mendoza, 2014
- Hemirrhagus billsteelei Mendoza & Francke, 2018
- Hemirrhagus cervinus (Simon, 1891)
- Hemirrhagus chilango Pérez-Miles & Locht, 2003
- Hemirrhagus coztic Pérez-Miles & Locht, 2003
- Hemirrhagus diablo Mendoza & Francke, 2018
- Hemirrhagus elliotti (Gertsch, 1973)
- Hemirrhagus embolulatus Mendoza, 2014
- Hemirrhagus eros Pérez-Miles & Locht, 2003
- Hemirrhagus franckei Mendoza, 2014
- Hemirrhagus gertschi Pérez-Miles & Locht, 2003
- Hemirrhagus grieta (Gertsch, 1982)
- Hemirrhagus guichi Mendoza, 2014
- Hemirrhagus kalebi Mendoza & Francke, 2018
- Hemirrhagus lochti Estrada-Alvarez, 2014
- Hemirrhagus mitchelli (Gertsch, 1982)
- Hemirrhagus nahuanus (Gertsch, 1982)
- Hemirrhagus ocellatus Pérez-Miles & Locht, 2003
- Hemirrhagus papalotl Pérez-Miles & Locht, 2003
- Hemirrhagus perezmilesi García-Villafuerte & Locht, 2010
- Hemirrhagus pernix (Ausserer, 1875)
- Hemirrhagus puebla (Gertsch, 1982)
- Hemirrhagus reddelli (Gertsch, 1973)
- Hemirrhagus sprousei Mendoza & Francke, 2018
- Hemirrhagus stygius (Gertsch, 1971)
- Hemirrhagus valdezi Mendoza, 2014

## Publication originale
- Simon, 1903 : Histoire naturelle des araignées. Paris, vol. 2, p. 669-1080 (texte intégral).